# George Martin (rugby à XV)
Pour les articles homonymes, voir George Martin (homonymie) et Martin (nom de famille).
Pas d'image ? Cliquez ici

a Compétitions nationales et continentales officielles uniquement.

b Matchs officiels uniquement.
Dernière mise à jour le 25 août 2024.
George Martin, né le 18 juin 2001 à Nottingham (Angleterre), est un joueur international anglais de rugby à XV évoluant comme troisième ligne aile ou deuxième ligne. Il joue en Premiership au sein du club des Leicester Tigers depuis 2019.

## Biographie

### Jeunesse et formation
George Martin naît à Nottingham mais sa famille habite à Loughborough. Il joue beaucoup au football durant sa jeunesse avant de commence la pratique du rugby à XV à l'âge de neuf ans au sein de la Fairfield Preparatory School basée à Loughborough. Il fréquente ensuite la Loughborough Grammar School (en), la Rawlins Academy (en), puis le Brooksby Melton College (en).
En 2017, il représente l'équipe d'Angleterre des moins de 16 ans,.
Il fait partie de l'Academy (centre de formation) des Leicester Tigers, il remporte le championnat d'Angleterre des moins de 18 ans, en 2018, après avoir été invaincu avec son équipe durant la saison, en battant Gloucester Rugby en finale où il inscrit un essai lors de la victoire 43 à 21 de son équipe,. Il réalise le doublé avec son club l'année suivante en remportant de nouveau le championnat des moins de 18 ans. Lors de la saison 2018-2019, il est notamment capitaine de son équipe de jeunes. Durant cette même période, il représente l'équipe d'Angleterre des moins de 18 ans, dont il est également capitaine. 
Il évolue au poste de troisième ligne comme en deuxième ligne.

### Début de carrière (2019-2021)
En juillet 2019, il signe son premier contrat professionnel avec Leicester. George Martin dispute son premier match professionnel en septembre suivant avec son club, à seulement dix-huit ans, dans le cadre de la première journée de la Premiership Rugby Cup 2019-2020 (en) où il est titularisé en deuxième ligne face aux Worcester Warriors. En juillet 2020, il signe un nouveau contrat professionnel avec Leicester. Il ne rejoue ensuite qu'en août suivant, à l'occasion de la quinzième journée de Premiership, qui a été repoussée à cause de la pandémie de Covid-19, où il est titularisé en troisième ligne aile face à Bath Rugby et délivre une bonne performance en réalisant notamment vingt-cinq plaquages,. Il joue ensuite sa troisième et dernière rencontre de la saison lors de la journée suivante face aux London Irish où il subit une blessure importante au genou,,.
Début janvier 2021, il est nommé dans un groupe de joueurs avec l'équipe d'Angleterre des moins de 20 ans pour préparer le Tournoi des Six Nations des moins de 20 ans, puis il dispute son premier match depuis son retour de blessure lors de la cinquième journée de Premiership face à Bath.

### Découverte du niveau international (Depuis 2021)
Le 22 janvier 2021, il est nommé dans une seconde liste, en dehors des joueurs officiellement appelés, avec l'équipe d'Angleterre en cas de blessures ou de cas de Covid-19 durant le Tournoi des Six Nations 2021. À la suite de cela, il dispute trois rencontres de Premiership avec son club et inscrit son premier essai dans la compétition face aux Harlequins,. Finalement, il est officiellement appelé par l'Angleterre et Eddie Jones, en février, après une blessure de Jack Willis pour préparer la troisième journée face au pays de Galles,. Il est notamment présent sur le banc des remplaçants pour cette rencontre, mais il ne rentre pas en jeu. Le mois suivant, il fait finalement ses débuts internationaux lorsqu'il remplace Billy Vunipola lors de la dernière journée du Tournoi des Six Nations contre l'Irlande. De retour du Tournoi, il fait ses débuts en Challenge européen lors des phases finales de la compétition, il est nommé homme du match lors du quart de finale face aux Newcastle Falcons. Lors de cette première saison complète avec l'équipe professionnelle, il dispute quatorze rencontres, dont dix en tant que titulaire et inscrit un essai.
Dès le début de la saison 2021-2022, il est à nouveau nommé homme du match lors d'une victoire face aux Exeter Chiefs. Pendant le mois de novembre 2021, il est titularisé pour la première fois au poste de troisième ligne centre en professionnel en Coupe d'Angleterre contre les Wasps. Le mois suivant, il découvre la Coupe d'Europe lorsqu'il est titularisé face à l'Union Bordeaux Bègles. En mai 2022, il est remplaçant lors de l'élimination de son club en quart de finale contre la province irlandaise du Leinster Rugby,. En fin de saison, il joue les phases finales en Championnat d'Angleterre et est notamment remplaçant lors de la finale contre les Saracens où il est sacré champion d'Angleterre avec son club. Durant la saison, il joue vingt-deux rencontres, dont seize titularisations, et inscrit un essai.
En septembre 2022, il signe une prolongation de contrat avec les Leicester Tigers. En mars 2023, le nouveau sélectionneur anglais, Steve Borthwick qui est notamment son ancien entraîneur aux Leicester Tigers, le retient pour participer à la dernière journée du Tournoi des Six Nations 2023 à la suite du forfait de son coéquipier en club Ollie Chessum, mais il ne dispute pas la rencontre face à l'Irlande. Au total, il prend part à dix-neuf rencontres avec son club et inscrit deux essais. Il est nommé dans l'équipe-type de Premiership après ses bonnes performances tout au long de la saison. Fin juin suivant, il est retenu dans un groupe de 41 joueurs pour préparer la Coupe du monde 2023. Il connait ses deux et troisièmes capes internationales face au pays de Galles début août en étant titularisé.
Début août, il fait partie de la sélection finale pour la Coupe du monde 2023. En phase de poule, il participe aux quatre rencontres et connaît une seule titularisation contre le Chili. En quart de finale, il est remplaçant face aux Fidji, puis en demi-finale il est titularisé à la place d'Ollie Chessum contre l'Afrique du Sud mais son équipe s'incline 16 à 15,. En fin de compétition, son équipe remporte la finale pour la troisième place contre l'Argentine sur le score de 26 à 23, il ne dispute pas ce match.
Par la suite, il ne rejoue avec son club qu'en décembre 2023 lors de la deuxième journée de Champions Cup. Quelques jours après ce match, il signe une nouvelle prolongation de contrat sur la base d'un contrat de longue durée. Le mois suivant, il se blesse et est forfait pour les deux premières journées du Tournoi des Six Nations 2024. Mi-février, remis de sa blessure, il est appelé pour préparer la troisième journée. Il dispute les trois dernières journées. De retour en club, il dispute trois rencontres jusqu'à la fin de saison.
En juin suivant, il est sélectionné avec l'Angleterre pour la tournée d'été. Titularisé pour le match conte le Japon, son équipe s'impose largement 52 à 17. Puis, il dispute les deux test matchs perdus contre la Nouvelle-Zélande,.

## Statistiques

### Statistiques en équipe nationale
George Martin compte 20 capes en équipe d'Angleterre, dont 13 en tant que titulaire, depuis sa première sélection le 20 mars 2021 face à l'Irlande.
Il participe à une édition de la Coupe du monde en 2023, prenant part à six rencontres dont deux en tant que titulaire.

## Palmarès

### En club
- Vainqueur du Championnat d'Angleterre en 2022 avec les Leicester Tigers.

### En équipe nationale
- Troisième de la Coupe du monde en 2023 avec l'équipe d'Angleterre.

### Distinctions personnelles
- Membre de l'équipe-type de la saison de Premiership en 2023.